# Amauris bedoci
Amauris bedoci är en fjärilsart som beskrevs av Abel Dufrane 1948. Amauris bedoci ingår i släktet Amauris och familjen praktfjärilar. Inga underarter finns listade i Catalogue of Life.